# 龙湾镇 (潜江市)
龙湾镇，是中华人民共和国湖北省潜江市下辖的一个乡镇级行政单位。

## 行政区划
龙湾镇下辖以下地区：
章华台社区、龙湾村、龙新村、红石村、三河村、陶新村、柴铺村、旭光村、李台村、李家咀村、腰河村、寻湖村、黄桥村、竺场村、和平村、帅桥村、冻青垸村、赵河村、熊场村、沱口村、郑家湖村、瞄新村、双丰村和龙湾渔场生活区。